# 前376年
| 千纪： | 前1千纪 |
| 世纪： | 前5世纪 \| 前4世纪 \| 前3世纪 |
| 年代： | 前400年代 \| 前390年代 \| 前380年代 \| 前370年代 \| 前360年代 \| 前350年代 \| 前340年代 |
| 年份： | 前381年 \| 前380年 \| 前379年 \| 前378年 \| 前377年 \| 前376年 \| 前375年 \| 前374年 \| 前373年 \| 前372年 \| 前371年                                                                              |
| 纪年： | 周安王二十六年 魯共公七年 齐侯剡八年 晉孝公十三年 趙敬侯十一年 魏武侯二十年 韓哀侯元年 秦獻公九年 楚肅王五年 宋休公二十年 衛慎公三十九年 鄭康公二十年 燕後簡公三十九年 越王翳三十五年 中山桓公五年 |

## 大事记
- 赵国、魏国、韩国灭晋国，三分其地，史称“三家分晋”。
- 赵国和中山国在中人交战。
- 周安王崩，子周烈王立。

## 逝世
- 周安王，东周第二十一代天子
- 墨子（约公元前468年出生），中国墨家学派创始人
- 高爾吉亞（約公元前487年出生），希臘詭辯學派學者